# Brad Farynuk
Brad Farynuk (né le 22 janvier 1982 à Enderby, dans la province de la Colombie-Britannique au Canada) est un joueur professionnel canadien de hockey sur glace.

## Carrière de joueur
Après avoir terminé ses études universitaires à la Rensselaer Polytechnic Institute aux États-Unis, il devient professionnel lors de la saison 2006-2007. Il passe alors trois saisons à partager la saison entre l'ECHL et la Ligue américaine de hockey. Il remporte en 2008-2009 la Coupe Kelly avec les Stingrays de la Caroline du Sud.
En 2009-10, il se joint au club japonais des Tōhoku Free Blades. À sa deuxième saison avec le club, il aide l'équipe à remporter le titre de l'Asia League.

## Statistiques en carrière
| Saison    | Équipe                          | Ligue       |    | Saison régulière | Saison régulière | Saison régulière | Saison régulière | Saison régulière |   | Séries éliminatoires | Séries éliminatoires | Séries éliminatoires | Séries éliminatoires | Séries éliminatoires |
| Saison    | Équipe                          | Ligue       | PJ | B                | A                | Pts              | Pun              | PJ               | B | A                    | Pts                  | Pun                  |                      |                      |
| 2000-2001 | Vipers de Vernon                | LHCB        | 69 | 9                | 32               | 41               | 43               | -                | - | -                    | -                    | -                    |                      |                      |
| 2001-2002 | Vipers de Vernon                | LHCB        | 53 | 19               | 40               | 59               | 70               | -                | - | -                    | -                    | -                    |                      |                      |
| 2002-2003 | Engineers de la R.P.I.          | NCAA        | 39 | 3                | 12               | 15               | 20               | -                | - | -                    | -                    | -                    |                      |                      |
| 2003-2004 | Engineers de la R.P.I.          | NCAA        | 39 | 6                | 17               | 23               | 54               | -                | - | -                    | -                    | -                    |                      |                      |
| 2004-2005 | Engineers de la R.P.I.          | NCAA        | 38 | 5                | 16               | 21               | 36               | -                | - | -                    | -                    | -                    |                      |                      |
| 2005-2006 | Engineers de la R.P.I.          | NCAA        | 30 | 4                | 16               | 20               | 34               | -                | - | -                    | -                    | -                    |                      |                      |
| 2006-2007 | Bombers de Dayton               | ECHL        | 47 | 4                | 19               | 23               | 54               | 22               | 4 | 12                   | 16                   | 20                   |                      |                      |
| 2006-2007 | Crunch de Syracuse              | LAH         | 16 | 0                | 1                | 1                | 8                | -                | - | -                    | -                    | -                    |                      |                      |
| 2007-2008 | Thunder de Stockton             | ECHL        | 28 | 3                | 12               | 15               | 41               | 6                | 0 | 3                    | 3                    | 10                   |                      |                      |
| 2007-2008 | Falcons de Springfield          | LAH         | 20 | 0                | 4                | 4                | 18               | -                | - | -                    | -                    | -                    |                      |                      |
| 2008-2009 | Stingrays de la Caroline du Sud | ECHL        | 50 | 11               | 20               | 31               | 85               | 22               | 4 | 10                   | 14                   | 28                   |                      |                      |
| 2008-2009 | Flames de Quad City             | LAH         | 17 | 1                | 2                | 3                | 12               | -                | - | -                    | -                    | -                    |                      |                      |
| 2009-2010 | Tōhoku Free Blades              | Asia League | 36 | 11               | 32               | 43               | 128              | -                | - | -                    | -                    | -                    |                      |                      |
| 2010-2011 | Tōhoku Free Blades              | Asia League | 34 | 12               | 24               | 36               | 74               | 4                | 3 | 4                    | 7                    | 6                    |                      |                      |
| 2011-2012 | AS Renon                        | Série A     | 42 | 8                | 17               | 25               | 44               | 5                | 1 | 2                    | 3                    | 6                    |                      |                      |
| 2012-2013 | Tōhoku Free Blades              | Asia League | 38 | 16               | 27               | 43               | 86               | 8                | 5 | 5                    | 10                   | 12                   |                      |                      |
| 2013-2014 | Tōhoku Free Blades              | Asia League | 40 | 8                | 22               | 30               | 84               | -                | - | -                    | -                    | -                    |                      |                      |
| 2014-2015 | Tōhoku Free Blades              | Asia League | 42 | 16               | 29               | 45               | 139              | 7                | 1 | 7                    | 8                    | 4                    |                      |                      |